# St. Marienkirchen am Hausruck
St. Marienkirchen am Hausruck é um município da Áustria localizado no distrito de Ried, no estado de Alta Áustria.